# Ентерохеморагични бактерии
Ентерохеморагични бактерии са определени бактерии, причиняващи чревни инфекциозни кръвоизливи и кървава диария поради отделяне на токсини, разрушаващи стените и кръвоносни съдове на червата. Първите случаи на ентерохеморагични диарии са наблюдавани през 1982 г. причинени от патогенна Ешерихия коли (Escherichia coli O157:H7).

## Клинична картина
Акутна кървава диария с коремни спазми с лека или субфебрилна телесна температура 37,5 – 38,5 °C; обикновено продължава 1 седмица. Болестта ескалира до хемолитично-уремичен синдром (ХУС) в около 8 % от инфекциите. Лицата с тази болест изпитват остра бъбречна недостатъчност често изискваща хемодиализа и кръвопреливания. Някои пациенти не се оправят от офанзивата на бацила и развиват хронична бъбречна недостатъчност или неврологични увреждания (напр. припадъци или мозъчни инсулти). Някои изискват хирургически операции за изрязване на част от повредените черва. Оценява се, че фаталните случаи в САЩ са около 61 годишно; 3 – 5 % от пациентите, които развиват ХУС умират.

## Етиология
Болестотворните представители са най-често произвеждащият шига-подобни токсини грам-негативен ентеробацил Escherichia coli от серотип O157:H7; (Escherichia coli (STEC)) серотип О104:Н4 и щамовете О26, О111 и О103.

## Инцидентност
Годишно само в Съединените щати случаите са около 110 000. Рядко се докладват случаите в по-слабо индустриализираните страни с по-малко интензивно медицинско лечение. Ежегодно в Съединените щати се хоспитализират около 3200 души поради крайността на симптомите.

## Особености
Заболяването често е погрешно диагнозирано и това коства скъпи и инвазивни диагностични процедури, предимно да се отхвърли вероятността за раково заболяване или улцеративен колит. Пациентите, които развиват ХУС често изискват продължителна хоспитализация с хемодиализа и дългосрочна диспансеризация (проследяване).

## Епидемиология
Основен източник на инфекцията е мляното говеждо месо. Други източници включват употреба на непастьоризирани млека и сокове, листни зеленчуци от рода на зелето, марулята и спанака, както и консумация на различни салами и контакт с крави. Предаване на болестта чрез водоеми заразени с бацила поради фекално оттичане или съвместна употреба с животни се осъществява при случайно гълтане на вода при къпане или плуване. Възможно е заразяване от недостатъчно хлорирана вода (питейна). Организмът се предава лесно от човек на човек и е труден за контрол в детски ясли или градини, както и в други центрове с концентрация на деца, поради засилени контакти и ниска хигиена.

## Рискови групи
Няма специални рискови групи. Деца между 0 и 5-годишна възраст и възрастните хора е по-вероятно да развият сериозни усложнения.

## Епидемии
След първото описание на тази болест през 1982 г., са докладвани инфекции в повече от 30 страни на шест континента (всички без Антарктида).

## Предотвратителни и диагностични мерки
- Използването на електрофореза увеличава способността да се идентифицират бързо епидемните огнища.
- Търсят се способи да се намали чревното бацилоносителство на O157:H7 при добитъка.
- Разработват се хигиенни методи:
  - в кланиците за намаляване на замърсяването на месото; насърчава се използването на облъчване на говеждото месо с ниски дози на радиация за повишаване на безопасността на говеждата кайма;
  - на пазарите – идентифицират се начини за предотвратяване на замърсяването на непастьоризирани храни и зеленчуци;
  - образова се обществеността за правилно изпичане на говеждата кайма – препоръчва се използването на цифрови термометри за незабавно измерване на температурата във вътрешността – да е по-висока от 60 °С [2], но според следващия източник, дори до 72 °C, поддържана поне 15 секунди[3].
- При епидемии, се търси виновния патоген за епидемията чрез навременни микробиологични/клинични лабораторни изследвания.

## Изследователски направления
- Опознаването на екологията на този организъм по говедата и други преживни животни, може да помогне при развиване на методи за намаляване разпространението в храните и животните.
- Познание за това как този патогенен замърсява месообработвателната продукция, може да доведе до мерки за увеличаване на хранителната безопасност.
- Намаляване на разпространението на тези инфекции би намалило ХУС, главна причина за бъбречна недостатъчност при децата.
- Подчертава се необходимостта от по-добри практики за контрол на инфекцията чрез ефективно миене на ръцете със сапун.

Геномна последователност на О157:Н7
Колектив от института Казуса в Осака, Япония (Kazusa DNA Research Institute) завърши хромозомната последователност на щама O157:H7, изолиран от епидемията в Сакаи. Готови са резултатите от генното сравнение с доброкачествения лабораторен щам K-12 MG1655. Хромозома е 5.5 Mb (Mb -милиона бази) с 859 Kb (Kb -хиляди бази) повече от този на К-12. Идентифицираната силно запазена между двата щама последователност от 4.1 Mb, представлява „гръбнакът“ на E. coli хромозомата. Останалите 1.4 Mb от херомозомната последователност се състоят от специфични за O157:H7 характеристики, които са хоризонтално прехвърлени от чужда ДНК. Хромозомата на O157:H7 кодира 1632 протеина и 20 тРНК, които не се наблюдават в К-12. Сред тях се приема, че най-малко 131 протеина са свързани с вирулентността на бацила.